# Alessio Lava
Alessio Lava (Bagno a Ripoli, Florencia, Italia, 26 de febrero de 1990) es un futbolista italiano que juega como delantero en la Associazione Sportiva Dilettantistica Nocerina 1910, de la Serie D de Italia.

## Trayectoria

### Años en Italia
Alessio nació en Bagno a Ripoli, de Florencia. Inició su carrera futbolística en el equipo del Real Cerretese, del quinto nivel del campeonato italiano o conocido como «Eccellenza». Debutó en la temporada 2006-07, con dieciséis años de edad, donde anotó 10 goles en 15 presencias, para un promedio de 0.67 tantos por juego. En el siguiente año deportivo, sus estadísticas incrementarían sustancialmente y a la vez fue consolidándose como el delantero centro. Desde 2006 hasta 2011 consiguió la cifra de 92 apariciones, en las cuales alcanzó 51 goles. Su efectividad como goleador le abrió paso a firmar con el San Piero a Sieve, igualmente un club regional. En el periodo comprendido de 2011-12, Lava hizo 11 goles en tan solo 10 compromisos.
Gracias a sus actuaciones en el San Piero, llamó la atención del Vaianese Imp.Vernio, el cual terminó fichando al futbolista. En la temporada 2012-13, Alessio fue constantemente tomado en cuenta para participar, y sus números se vieron reflejados en 24 cotejos disputados con 12 tantos concretados. Sin embargo, después de su incorporación al Rignanese en 2013, el jugador bajó su promedio anotador a 0.38, considerando las 21 apariciones y los 8 goles realizados en este conjunto. 
Aún en la quinta categoría del balompié italiano, el delantero fichó por el Sangiustinese para la temporada 2014-15. Llevó a cabo 10 goles en 13 compromisos y su club quedó relegado a la siguiente división tras perder la serie 0-2 ante el Castiglionese. A mediados de 2015 se marchó al Grassina, y con sus buenas presentaciones logró aparecer en 23 oportunidades para anotar en 10 veces.

### A.D. Juventud Escazuceña
El atacante compartió el deporte con sus estudios en Florencia, situación que le permitió conocer a su pareja Daniela Quirós. Debido a esto, el 18 de junio de 2016, Lava dejó Italia para tener como nuevo destino Costa Rica, lugar donde realizó una prueba en el conjunto de Carmelita, de la Primera División de ese país. Tras constantes entrenamientos en el club verdolaga bajo la dirección técnica de Vinicio Alvarado, y a pesar de anotar dos goles en tres partidos de pretemporada, el jugador no fue aceptado para integrar al equipo. No obstante, optó por formar parte de Juventud Escazuceña, de la Segunda División. Debutó oficialmente en el balompié costarricense el 24 de septiembre de ese año, en el compromiso de su club ante Sporting San José. En esa oportunidad, su conjunto visitó el Estadio "Cuty" Monge y el marcador concluyó en empate 1-1. En el Torneo de Apertura, su equipo avanzó a los cuartos de final, pero fue eliminado por Jicaral. En marzo de 2017 alcanzó su decimocuarto gol de la temporada, específicamente en la competencia de Clausura, el cual le permitió colocarse como el tercer mejor anotador extranjero de la historia del fútbol de ascenso, siendo superado por el uruguayo Juan Martín Juárez y el argentino Mathias Recio. El 18 de marzo marcó un «Hat-trick» en la goleada histórica de 10-1 sobre Coto Brus. La victoria de 2-0 ante AS Puma Generaleña, con doblete de Lava, dio la clasificación de su club a la etapa eliminatoria de la competencia, tras colocarse en el segundo sitio de la tabla con 27 puntos. El partido de ida de los cuartos de final se llevó a cabo el 9 de abril, de visitante en el Estadio Ernesto Rohrmoser contra Sporting San José. Alessio fue titular y el compromiso finiquitó en pérdida de 1-0. La vuelta se desarrolló el 15 de abril, de local en el Estadio Nicolás Masís. El marcador terminó con victoria de 1-0 en el tiempo regular, pero igualado en el agregado, por lo que fue requerida la prórroga. Al tercer minuto de la primera mitad añadida, Lava marcó el gol del transitorio 2-0, sin embargo los rivales descontarían poco después, empatando la serie que se llevó a los penales para definir al ganador. Las cifras de 2-3 eliminaron a su conjunto. Estadísticamente, el delantero logró 20 goles en toda la temporada. Poco después finiquitó su vínculo con el club.

### Municipal Liberia
El 8 de agosto de 2017, se hizo oficial el fichaje de Lava, por un torneo corto con posibilidad de ampliación, en el Municipal Liberia de la Primera División de Costa Rica. Fue convocado para afrontar la tercera fecha del Torneo de Apertura, por el entrenador Vinicio Alvarado, en la visita al Estadio "Cuty" Monge contra la Universidad de Costa Rica. En esa oportunidad apareció en la suplencia con el número «33» y no vio acción en el empate sin goles. El 12 de agosto, en el juego frente a Guadalupe en el Estadio Edgardo Baltodano, Alessio hizo su debut en el torneo costarricense tras ingresar de cambio al minuto 71' por Jean Carlos Solórzano. En ese mismo partido concretó el gol de la ventaja transitoria 3-0 al minuto 83', y el resultado culminó en victoria con cifras de 4-1.

### A.D. COFUTPA
El 20 de julio de 2018, es fichado por la Asociación Deportiva COFUTPA de la segunda categoría costarricense.

### A.S.D. Nocerina 1910
El 19 de agosto de 2019, es fichado por la Associazione Sportiva Dilettantistica Nocerina 1910 de la Serie D de Italia.

## Clubes
| Club                | País       | Año               | Goles |
| ------------------- | ---------- | ----------------- | ----- |
| Real Cerretese      | Italia     | 2006 - 2011       | 51    |
| San Piero a Sieve   | Italia     | 2011 - 2012       | 11    |
| Vaianese Imp.Vernio | Italia     | 2012 - 2013       | 12    |
| U.S.D. Rignanese    | Italia     | 2013 - 2014       | 8     |
| Sangiustinese       | Italia     | 2014 - 2015       | 10    |
| A.S.D. Grassina     | Italia     | 2015 - 2016       | 10    |
| Juventud Escazuceña | Costa Rica | 2016 - 2017       | 20    |
| Municipal Liberia   | Costa Rica | 2017              | 1     |
| Curridabat F.C.     | Costa Rica | 2018              | 5     |
| A.D. COFUTPA        | Costa Rica | 2018              |       |
| Nocerina            | Italia     | 2019 - Actualidad |       |